# Haluza
Haluza, cũng gọi là Halasa hoặc Elusa, là một thành phố trong vùng hoang mạc Negev, xưa kia nằm trên tuyến đường buôn bán hương liệu (nhũ hương, trầm hương) của người Nabataean từ bán đảo Ả Rập tới các nước vùng Địa Trung Hải từ thế kỷ thứ 3 trước Công nguyên tới thế kỷ thứ 2 sau Công nguyên.
Do tầm quan trọng về lịch sử, thành phố Haluza cùng với 3 thành phố Mamshit, Avdat, Shivta của vùng hoang mạc Negev đã được UNESCO đưa vào danh sách di sản thế giới từ năm 2005.
Thành phố này là một trong 2 địa điểm chính có khả năng là thành phố Ziklag được nói tới trong Thánh Kinh. Trong trường hợp này Ziklag được coi như là sự sửa đổi sai lạc của Halusah, có nghĩa là pháo đài, đồn lũy.
Các nghiên cứu khảo cổ trong khu vực bị ngăn trở phần nào bởi sự hiện diện của các đụn cát chung quanh thành phố, tuy nhiên người ta đã tìm thấy các đường phố của thời đại người Nabataean, cùng với 2 nhà thờ, 1 nhà hát, 1 nhà ép nho và tháp.
Không giống các thành phố khác trên tuyến đường hương liệu, Haluza đã được khai quật mà không được chăm sóc đầy đủ để đưa các tảng đá trở lại vị trí nguyên thủy của chúng, gây hại cho việc khai quật trong tương lai. Ngoài ra, nơi đây cũng ít được trông nom săn sóc.